# Лебягожка
Лебягожка — река в России, протекает в Киреевском районе Тульской области. Правый приток Упы.

## География
Река берёт начало в деревне Любогощи. Течёт на юг по открытой местности. Устье реки находится у деревни Луговая в 286 км по правому берегу реки Упы. Длина реки составляет 10 км. 

## Данные водного реестра
По данным государственного водного реестра России относится к Окскому бассейновому округу, водохозяйственный участок реки — Упа от истока и до устья, речной подбассейн реки — Бассейны притоков Оки до впадения Мокши. Речной бассейн реки — Ока.
По данным геоинформационной системы водохозяйственного районирования территории РФ, подготовленной Федеральным агентством водных ресурсов:
- Код водного объекта в государственном водном реестре — 09010100312110000018932
- Код по гидрологической изученности (ГИ) — 110001893
- Код бассейна — 09.01.01.003
- Номер тома по ГИ — 10
- Выпуск по ГИ — 0